# Angewandte Ethik
Angewandte Ethik (en: Applied Ethics) ist der Teilbereich der normativen Ethik, der zwischen der allgemeinen Ethik und der Untersuchung konkreter Einzelfälle oder Falltypen nach Gesichtspunkten der Moral und Ethik angesiedelt ist. Sie bedient sich der Grundbegriffe, Prinzipien und Begründungen der allgemeinen Ethik und der empirischen Kenntnisse und Gesetzmäßigkeiten in Bereichen menschlicher Praxis, um zu fallübergreifenden ethischen Aussagen zu gelangen und Hilfestellung in der konkreten Urteilsfindung zu leisten. Die angewandte Ethik gliedert sich in verschiedene Bereichsethiken, die sich der Untersuchung einzelner Lebensbereiche und Handlungsfelder widmen. Mitunter wird angewandte Ethik auch als Oberbegriff für die verschiedenen bereichsspezifischen Ethiken verstanden.
Der Ausdruck wird terminologisch vielfach kritisiert: zum einen, weil Ethik immer praxisbezogen sei, zum anderen, weil er „diffus“ sei und sie so den (fälschlichen) Eindruck erwecke, eine logische Ableitung von allgemeinen Prinzipien auf einzelne Bereiche sei möglich. Als Synonyme werden auch Konkrete Ethik, Praktische Ethik oder Problemorientierte Ethik verwandt.

## Entwicklung
Angewandte Ethik, verstanden als Hilfestellung zur richtigen moralischen Entscheidungsfindung in konkreten Situationen – also nicht nur als Summe von Bereichsethiken, sondern auch als Alltagsethik –, ist bereits in der altägyptischen Lehre des Ptahhotep nachweisbar und wurde dann seit der klassischen Antike verstärkt betrieben. 
In der mittelalterlichen und frühneuzeitlichen Schulphilosophie ist die systematische Unterscheidung insbesondere der instrumentalphilosophischen Disziplinen (Logik, Rhetorik, Dialektik) in einen als grundlegend angesehenen „allgemeinen“ bzw. „theoretischen“ Teil und einen stärker auf die Nutzanwendung der betreffenden Einsichten im Hinblick auf typische Lebensfragen spezifizierten „praktischen“ Teil weit verbreitet. Neben der auf die altgriechische Tradition zurückgehenden Unterscheidung von „theoretischen“ und „praktischen“ Lehren wird dabei in den lateinisch geschriebenen Abhandlungen die Grundlagenabteilung auch als „docens“ bezeichnet, die Abteilung für die konkreteren Einzelfragen, die sich im Hinblick auf die Nutzanwendung stellen, dagegen als „utens“.
Einer der ersten, die die Bezeichnung „applied ethics“ gebrauchten, war im 19. Jahrhundert der deutsch-amerikanische Rechts- und Staatsphilosoph Francis Lieber.
Die deutschen Philosophen Ralf Stoecker, Christian Neuhäuser und Marie-Luise Raters nennen als Beispiele für ethische Abhandlungen zur Bewertung konkreter Verhaltensweisen u. a. Lehrbriefe Senecas, die Essais von Michel de Montaigne oder John Lockes Brief über die Toleranz. Auch die kasuistischen Betrachtungen christlicher Ethiker, darunter Augustinus von Hippo oder Thomas von Aquin, zählen sie hierzu. Nach Matthias Lutz-Bachmann lässt sich die Disziplin der angewandten Ethik gerade als Reaktion auf frühere Kasuistik verstehen, indem sie versucht, fallübergreifend praktische Grundsätze, Normen und Regeln zu finden bzw. zu entwickeln, die als „mittlere Prinzipien“ für typische Handlungssituationen und -bereiche ethisch begründete Hilfestellung leisten.
Ein stark wachsendes Interesse an der angewandten Ethik ist seit den 1960er und 1970er Jahren zu verzeichnen, erkennbar an ihrem seitdem stark wachsenden Umfang und an ihrer Institutionalisierung in Form von Fachzeitschriften, -instituten und -gesellschaften. Nach Stoecker, Neuhäuser und Raters kann man seitdem von der angewandten Ethik als einer eigenständigen philosophischen Disziplin sprechen. Sie entwickelte sich zunächst in den USA aus der Suche nach ethisch begründeten Urteilen zu Themen wie dem Vietnamkrieg, Rassismus, Abtreibung, der interventionistischen Außenpolitik der USA und moralischen Dilemmata, die die zunehmenden Möglichkeiten der Medizin aufwarfen.

## Individual- und Sozialethik

### Abgrenzung
Individualethik und Sozialethik sind die wesentlichen Dimensionen beziehungsweise Perspektiven angewandter Ethik. Die Unterscheidung ist theologischen Ursprungs. So ist noch heute die christliche Sozialethik als wichtigste Ausprägung zu betrachten. Auch bei den Bereichsethiken dominiert die sozialethische Dimension.
Während sich Individualethik mit dem Individuum unter dem Gesichtspunkt seiner Rechte, Pflichten und Tugenden und der Auswirkungen seines Handelns auf die eigene Person befasst und oft tugendethisch argumentiert, behandelt die Sozialethik die soziale Ordnung im Ganzen. Verhandelt wird also das Verhältnis zwischen dem rechten Handeln des Einzelnen als Person und den gesellschaftlichen Bedingungen eines guten Lebens.
Leopold von Wiese unterscheidet in seiner Ethik in der Schauweise der Wissenschaften vom Menschen und von der Gesellschaft jeweils zwischen einer „pathetischen“ und einer „unpathetischen“ Ausprägung:

„Je nachdem, ob man in der Individual- oder in der Sozialethik an die pathetische oder die unpathetische Richtung denkt, bekommt man verschiedene Bilder. Bisweilen verbindet sich eine pathetische Individualethik mit einer unpathetischen Sozialethik oder eine pathetische Sozialethik mit einer unpathetischen Individualethik. Ein unbefriedigtes Bedürfnis flüchtet aus der einen Sphäre in die andere.“

### Erweiterte Ansätze
In neueren Zeiten wird eine Erweiterung der Perspektiven um die Individual- (Individual Ethics),  Sozial- (Ethics in Society) und Institutionenethik (Ethics in Institutions) angestrebt. Dabei werden vor allem die Institutionen in den Blick genommen, die „den Raum des Sozialen konstituieren“, sowohl abstrakt, beispielsweise im Zusammenhang mit Marktmechanismen, als auch konkret – als Ethik und Verantwortung (Ethics and Responsibility), oder gekürzt als Verantwortung (Responsibility) – u. a. im politischen Bereich, als politische Ethik und Verantwortung, oder soziale Ethik und Verantwortung von den Unternehmen aus, als Corporate Social Responsibility (CSR).
Als weiterer wichtiger Impuls in der Entwicklung der angewandten Ethik ist das wachsende Interesse an Fragen des Umwelt- und Tierschutzes zu nennen, die nach und nach in den Blickpunkt von Öffentlichkeit und Politik rückten – dank dem berühmten Club of Rome (1968), auch mit anderen Werken, Rachel Carsons Der stumme Frühling (1962), Peter Singers Animal Liberation. Die Befreiung der Tiere (1975). Heute etabliert als u. a. Umweltethik, Schutz des Klimas, der Biodiversität.

## Inhalte
Zur angewandten Ethik gehört vor allem die Untersuchung moralischer Fragen in verschiedenen Anwendungsbereichen, unter den Pionierdisziplinen die Medizinethik.
Jenseits solcher Bereichsethiken, die sich oft an bestimmte Berufsgruppen richten, zählen Stoecker, Neuhäuser und Raters auch Alltagsethik zur angewandten Ethik. Fragen zum richtigen Umgang von Menschen miteinander, etwa, ob und unter welchen Umständen man lügen darf, gehören also in dieser Sichtweise auch zur angewandten Ethik. Darüber hinaus gibt es verschiedene übergreifende Fragestellungen, die die Bereichsethiken miteinander verbinden und die nach Stoecker, Neuhäuser und Raters ebenfalls Thema der angewandten Ethik sind. Hierzu gehört zum Beispiel der moralische Status von Personen und Tieren.
Allgemein ist angewandte Ethik also der Versuch, Menschen in konkreten Situationen zu helfen, moralisch richtig zu entscheiden. Sie stellt dazu die beispielhafte moralische Diskussion von Einzelfällen, Begründungsmuster und Begriffe zur Verfügung. Damit will sie die Urteilsfindung unterstützen, in welche moralische Grundkategorie eine charakterliche Neigung, eine Absicht, ein Motiv, eine Handlungsregel oder eine Handlung fällt, ob etwas „verboten“, „erlaubt“ und „geboten“ ist. „Erlaubte“ Handlungen lassen sich weiter differenzieren nach „wünschenswerten“ und moralisch „neutralen“ bzw. indifferenten. Zu wünschenswerten aber nicht gebotenen Handlungen gehören solche, die dem Handelnden zumutbar sind, deren Unterlassen aber auch nicht weiter tadelnswert ist (zum Beispiel das Aufheben von fremdem Müll), und solchen, die die Handelnden unter enormen eigenen Opfern auf sich nehmen müssten, die zu fordern unzumutbar wäre (Supererogation). Solche superogatorischen Handlungen sind in besonderem Maß lobenswert. Wünschswerte und gebotene Handlungen bezeichnet man zusammenfassend auch als „gut“, moralisch verbotene „schlecht“.
Grundlage der angewandten Ethik stellt die allgemeine Ethik dar, von der sie ihre theoretischen Grundbegriffe und -prinzipien erhält. Um aber Orientierungshilfe in praktischen, gesellschaftlichen und politischen Fragen bieten zu können, muss sie über die akademische Untersuchung moralischer Begriffe, Prinzipien und Begründungsmöglichkeiten hinausgehen und Erkenntnisse des jeweiligen Fachgebietes in ihre Überlegungen miteinbeziehen. Zugleich handelt es sich nicht einfach um die Anwendung von Ergebnissen ethischer Überlegungen, die gleichsam als Instrument zur Lösung praktischer Fragen benutzt werden, sondern ethische Reflexion ist immer auch Teil des Bemühens, angewandte Ethik zu betreiben.
Die Beschäftigung mit Themen der angewandten Ethik hat in letzter Zeit vor allem wegen der immer drängender werdenden Probleme in den Bereichen Technik, Umwelt und Gesellschaft stark zugenommen. In der Praxis führt die enge Verbindung zwischen angewandter Ethik und aktuellen politischen und gesellschaftlichen Diskursen – wie sie etwa in politischen Beratungsgremien gegeben ist – dazu, dass zwischen diesen Bereichen nicht mehr klar unterschieden wird. Die Aufgabe der angewandten Ethik kann sich hier verschieben von einer Untersuchung der Qualität von Argumenten hin zu einer Herstellung gesellschaftlichen Konsenses. Damit erhebt sich die Pluralität ethischer Theorien als Hürde.
Weil eine Einigung auf eine bestimmte ethische Theorie regelmäßig nicht zu erwarten ist, ist die Suche nach sogenannten mittleren Prinzipien, die im Einklang mit verschiedenen Theorien stehen, ein wichtiges Mittel zur Überwindung dieser Hürde. Beispielhaft sind die vier Prinzipien von Beauchamp und Childress in der Bioethik: Respekt vor der Patientenautonomie, das Nicht-Schadensgebot, die Fürsorgepflicht und eine Gerechtigkeitsforderung. Eine Einigung auf mittlere Prinzipien bedeutet jedoch noch nicht ihre Berechtigung und moralische Geltung, sie kann ihre kritische Reflexion und Begründung nicht ersetzen. Zudem ist häufig ihre Bedeutung in konkreten Entscheidungssituationen immer noch zu klären, zumal Konflikte zwischen verschiedenen Prinzipien möglich sind. Die Suche nach kohärenten Begründungszusammenhängen hat vor diesem Hintergrund in der angewandten Ethik besondere Bedeutung gewonnen.

## Bereiche
Die Bereiche angewandter Ethik haben sich in unterschiedlichen Zusammenhängen entlang unterschiedlicher Fragestellungen entwickelt, auch so, dass eine Systematisierung nach einem einheitlichen Prinzip nicht möglich ist.
Einige lassen sich durch ihre Anlehnung an bestimmte Wissenschaftsdisziplinen oder Berufsfelder unterscheiden. Unter den ersten entstanden die Medizin-, Bioethik dann auch Forschungsethik, Medien- oder Informationsethik, Technikethik, ausgerichtet auf die Betätigungsbereiche von Ingenieuren und Technikern, erweitert als Ethik, Verantwortung und Technologie, Gesellschaft. Andere Unterscheidung orientiert sich an gesellschaftlichen Handlungsfeldern, die Bereiche der politischen Ethik oder Wirtschaftsethik lassen sich so verstehen.
Die im Folgenden aufgelisteten Themenfelder durchdringen sich oft in der Praxis (die Auflistung erhebt keinen Anspruch auf Vollständigkeit):
- Agrarethik[18]
- Arbeitsethik
- Bildethik
- Bioethik
- Business Ethics
- Computerethik
- Corporate Social Responsibility (CSR)
- Digitale Ethik
- Diversity, Equity, and Inclusion (DEI)
- Ernährungsethik[19]
- Ethik der Künstlichen Intelligenz
- Feministische Ethik
- Forschungsethik
- Friedensethik
- Geoethik
- Geschichtsethik
- Governanceethik
- Hackerethik
- Individualethik
- Informationsethik
- Integrative Wirtschaftsethik
- Internetethik
- Konfliktethik
- Medienethik
- Medizinethik
- Militärethik
- Naturethik
- Neuroethik
- Organisationsethik
- Pflegeethik[20]
- Planungsethik[21][22][23]
- Politische Ethik
- Rechtsethik
- Roboterethik
- Sexualethik
- Sicherheitsethik
- Sozialethik i. e. S.
- Sportethik
- Technikethik
- Tierethik
- Umweltethik i. e. S.
- Unternehmensethik
- Verwaltungsethik
- Virtuelle Ethik
- Wirtschaftsethik
- Wissenschaftsethik
- Zukunftsethik

## Einrichtungen

### Ethikräte
Zahlreiche Ethikräte in Unternehmen, Organisationen und Institutionen sollen ethische Aspekte von deren Arbeit untersuchen und gegebenenfalls sicherstellen.
(siehe auch Code of Conduct, Pressekodex)
Gesetzlich verankert ist der Deutsche Ethikrat, der dem Deutschen Bundestag und der Bundesregierung einmal jährlich berichtet.

### Ethikinstitute
Im wissenschaftlichen Bereich sind für den deutschsprachigen Raum unter anderem folgende Ethikinstitute zu nennen:

#### In Deutschland
(siehe auch: Ethikunterricht in Deutschland)
- Berliner Institut für christliche Ethik und Politik (ICEP)[24]
- Humanistische Hochschule Berlin
- Deutsches Referenzzentrum für Ethik in den Biowissenschaften (DRZE), Bonn[25]
- Institut für Wissenschaft und Ethik (IWE), Bonn[26]
- Institut für Theologie und Sozialethik, Technische Universität Darmstadt
- Angewandte Ethik im Gesundheits- und Sozialwesen, Katholische Hochschule Freiburg
- Institut für Ethik & Werte in Gießen[27]
- Akademie für Ethik in der Medizin, Universität Göttingen
- Forschungsinstitut für Philosophie Hannover
- Ethikzentrum Jena
- Zentrum für Gesundheitsethik an der Evangelischen Akademie Loccum
- Institut TTN an der Ludwig-Maximilians-Universität München
- Centrum für Bioethik, Universität Münster
- Institut für digitale Ethik (IDE), Hochschule der Medien Stuttgart[28]
- Internationales Zentrum für Ethik in den Wissenschaften, Universität Tübingen

#### In Österreich
(siehe auch: Ethikunterricht in Österreich)
- Institut für Ethik und Gesellschaftslehre[29], Karl-Franzens-Universität, Graz

#### In der Schweiz
(mit Professuren, Programmen, Kursen)
EPFL Lausanne
- Intelligent Systems Ethics Group (ISE)[30]
- Science and Engineering Ethics Network (SEEN)[31]
  - Projects of the SEEN members[32]
  - SEEN members teaching on ethics[33]
- Master, Bachelor, Autumn semesters – Engineering for sustainability, Humanities and Social Sciences, Molecular & Biological Chemistry, Sustainable Management and Technology
  - Introduction to ethics & critical thinking[34]
  - The ethics of emerging technologies[35]
  - The ethics of engineering I[36]

ETH Zürich
- Chair of Bioethics (ETH-Lehrstuhl für Bioethik)[37]
- ETHik > ETHics Resource Platform (ETHicsRP)[38]
- Forschung > Ethische Fragen[39]
- Professur für Ethik, Technologie und Gesellschaft / Professorship for Ethics, Technology and Society[40]

Universität Basel
- Institute for Biomedical Ethics[41]

Universität Bern
- Embedded Ethics Lab at the Center for Artificial Intelligence in Medicine (CAIM)[42]
- Ethics and Policy Lab at the Multidisciplinary Center for Infectious Diseases (MCID)[43]
- Ethics in Biomedical Engineering[44]
- Ethics of a Planetary Sustainability[45]

Universität Freiburg / Université de Fribourg
- Ethik und Volkswirtschaftslehre / Éthique et économie politique / Ethics and Economics (Wirtschaftswissenschaften / Management et Économie politique / Management and Economics)[46]
- Interdisziplinäres Institut für Ethik und Menschenrechte / Institut interdisciplinaire d'éthique et des droits de l'homme / Interdisciplinary Institute of Ethics and Human Rights[47]
- Schwerpunkt in Ethik / Pôle éthique / Competence Center for Ethics[48]
  - Ethik + / Ethique + / Ethics + [49]
- Theologische Ethik[50]

Universität Lausanne / Université de Lausanne 
- Interdisciplinary Centre for Ethics Research[51]

Universität Luzern
- Institut für Sozialethik (ISE) der Theologischen Fakultät[52]
- Lucerne Graduate School in Ethics (LGSE), am Institut für Sozialethik (ISE)[53]
- Professur für Theologische Ethik[54]

Universität St. Gallen (HSG)
- Institut für Wirtschaftsethik / Institute for Business Ethics (IWE-HSG)[55]

Universität Zürich
- Advanced Studies in Applied Ethics (ASAE)[56]
- Ethikzentrum der Universität Zürich / Center for Ethics at the University of Zurich (EZEN)[57]
- Institut für Biomedizinische Ethik und Medizingeschichte / Institute of Biomedical Ethics and History of Medicine (IBME)[58]